# Plaza de toros de Cehegín
La Plaza de toros de Cehegín se encuentra ubicada en la Provincia de Murcia y está catalogada como plaza de tercera categoría, dicha plaza cuenta con un aforo para unos 6.500 espectadores

## Historia
Fue inaugura un 14 de septiembre del año 1901, realizaron el paseíllo los diestros Antonio Guerrero "Guerrerito" y Nicanor Villa "Villita" con reses de Esteban Hernández en beneficio del asilo de San José
En el año 2001 el torero Ceheginero Pepin Liria toreo en solitario para conmemorar el 100 aniversario de la plaza.
Por esta plaza han pasado las máximas figuras del toreo, lo más reciente han sido toreros de la talla de Morante de la Puebla, José María Manzanares, Andrés Roca Rey, El Fandi o Juan José Padilla.

## Arquitectura
Una de las particularidades de esta plaza es que para acceder al tendido no es necesario usar ningún tipo de escalera ya que la plaza fue construida a nivel de la Tierra que le rodea así del mismo modo que desde la calle se accede directo al tendido.
Hace unos años en esta plaza creció en el tendido un árbol el cual se ha mantenido intacto.

## Hitos
En el año 1941 fallece en el ruedo el subalterno Malagueñín.

## Feria taurina
Su festejos taurinos se suelen celebrar en época de verano, principalmente en los meses de agosto y septiembre aunque también es cierto que alguna vez se han celebrado en otras fechas.